# FN Herstal
FN Herstal (фр. Fabrique Nationale d’Herstal, варианты названия:Fabrique Nationale, FN, «Национальная фабрика в Эрстале») — бельгийская оружейная компания, входящая в состав Herstal Group, которая также владеет такими производителями оружия, как американские Winchester Repeating Arms Company и Browning Arms Company.

## Оружие для войны
Компания появилась в 1889 году, в маленьком городке Эрсталь близ Льежа. FN Herstal изначально ориентировалась на выпуск боевого стрелкового вооружения, что отразилось в тогдашнем названии: «Fabrique Nationale d’Armes de Guerre» — дословно «Национальная фабрика военного оружия». Это отличало её от современных «коллег», так как почти все значимые оружейные фирмы вырастали из маленьких, часто семейных, предприятий начинавших с производства оружия для гражданского рынка, например, охотничьих ружей.
FN же была создана для выполнения крупного государственного заказа бельгийского правительства на производство 150 тысяч винтовок Маузер образца 1889 года.
С самого начала большинство рабочих на заводе были женщинами, кроме того, при постройке вместо привода станков от паровых машин через передаточные валы были использованы динамо-машины и электромоторы, произведённые льежским заводом одного из акционеров компании Анри Пипера.
Начиная с 1898 года, и на протяжении длительного времени, компания тесно сотрудничала с американским изобретателем огнестрельного оружия Джоном Браунингом.

## История предприятия

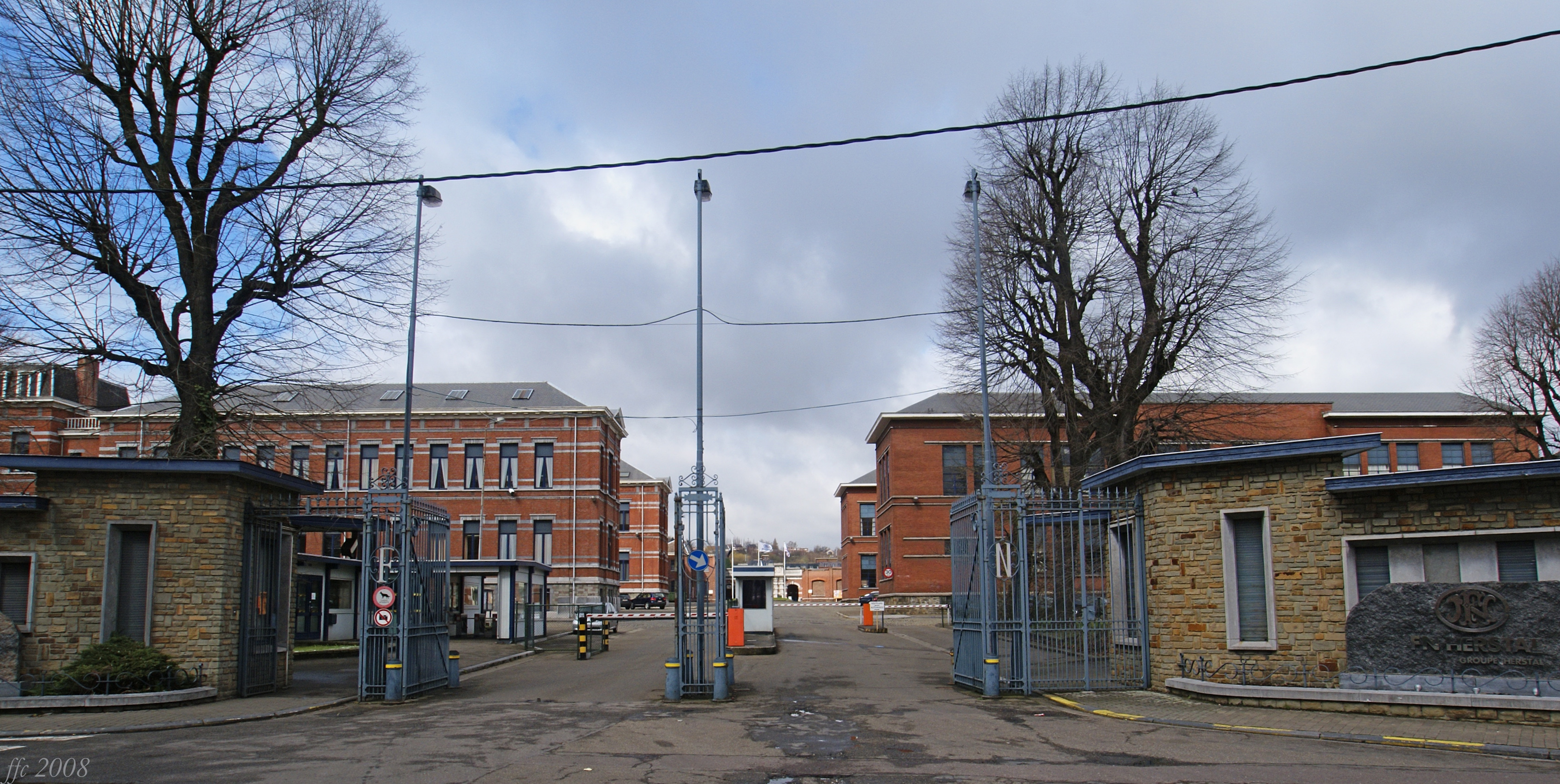
Проходная фабрики, наши дни.

В годы Второй мировой войны Бельгия была оккупирована. Мощности предприятия оказались очень востребованными для растущих потребностей вермахта, устремившего свои взоры на восток. Fabrique Nationale не только не закрылась, но и получила новые заказы со стороны германских властей. Так, с 1940 по 1944 годы Национальная фабрика изготовила для немецких вооружённых сил 363 200 пистолетов. В основной своей массе это были FN Браунинг модель 1922 (улучшенная версия Браунинга образца 1910) и Browning Hi-Power. Для сравнения, тюрингский завод в Целла-Мелис (где до самого конца войны размещалось головное производство фирмы Walther), в период с 1940 по 1945 годы выпустил 84 000 пистолетов Walther PP и 26 000 Walther PPK.
По классификации Управления вооружений вермахта, бельгийская оружейная фабрика Эрсталя получила код завода — изготовителя, за № 140. Соответственно, все единицы оружия сделанные на ней имели штамп «WaA140 ch F. N. Lüttich (BE)» или «WaA140 °F. N. Lüttich (BE)», где «WaA» означало Waffenamt — Управление вооружений; «F.N.» — Fabrique Nationale — Национальная фабрика; Lüttich — Льеж, по-немецки, и «BE» — Бельгия.
С начала XX века, предприятие расширило круг интересов и начало производить моторы, автомобили, мотоциклы. Производство мотоциклов продолжалось вплоть до 1965 года, производство грузовых автомашин до 1970.
В 1970 году компания производила 98,7% всего охотничьего оружия Бельгии, основными моделями были полуавтоматы Browning A5 (с магазином на пять или два патрона) и двуствольные ружья с вертикальным расположением стволов.
После 1970 компания сосредоточилась на выпуске только военной продукции, чему немало способствовали крупные заказы на оружие со стороны сил НАТО.
Национальная фабрика имеет крупное отделение в США, выпускающее по заказу американского правительства, автоматы М16, пулемёты M240, пистолеты и прочие виды стрелкового вооружения.

## Продукция

### Пистолеты

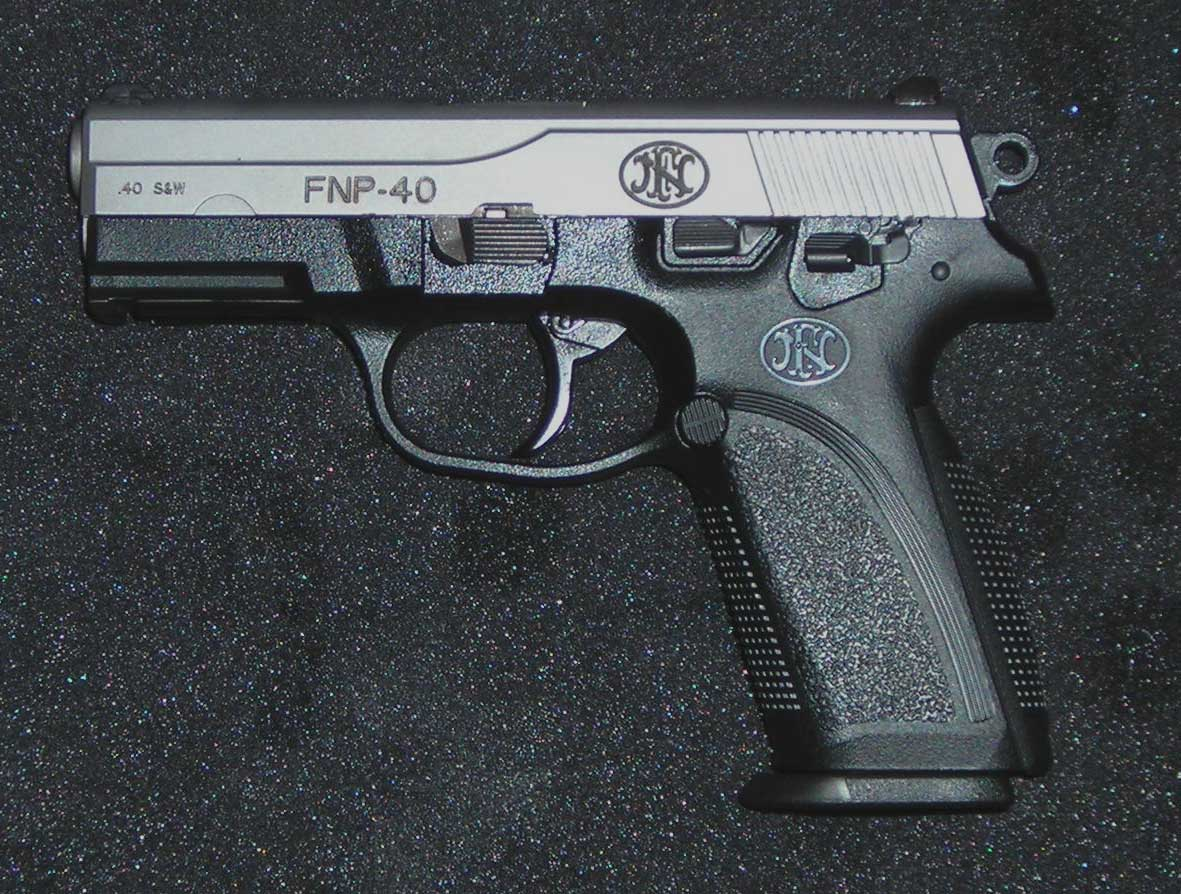
FNP-40

- Browning M1900 — самозарядный пистолет, под патрон .32 ACP (7,65×17 мм).
- Browning M1903 — самозарядный пистолет, выпускался в двух модификациях, под патроны .32 ACP (7,65×17 мм) и 9×20 мм.
- Browning M1906 — карманный самозарядный пистолет под патрон 6,35×15 мм
- FN Model 1910 — самозарядный пистолет под патрон .32 ACP (7,65×17 мм) и 9×17 мм
- Browning Hi-Power — самозарядный пистолет под патрон 9×19 мм Парабеллум и .40 S&W.
- Browning BDA (англ.) — современный самозарядный пистолет, сконструированный в 1980-е, продолжение серии Браунинга «Особой мощности», использует патроны 9×19 мм Парабеллум.
- FN 509
- FN Five-seveN — облегчённый самозарядный пистолет, под патрон оригинальной FN разработки 5,7×28 мм(5,7 — пять, семь — Five seveN). Популярная модель гражданского и полицейского употребления.
- FN Forty-Nine (англ.) — самозарядный пистолет под патрон .40 S&W или 9×19 мм.

FN FNP серия — или FN Herstal FNP. Новейшая серия пистолетов, изготавливаемая, по большей части, в североамериканском отделении FN. Пистолеты с хорошим потенциалом модифицирования — разработки, с широким применением композиционных материалов. 
- FN FNP-357
- FN FNP-40
- FN FNP-45
- FN FNP-9
- FN FNP-9 compact.

FN FNS (англ.) — серия самозарядных пистолетов с полимерной рамкой. Производится в Колумбии (штат Южная Каролина, США) на заводах FN America (FN USA) — американском отделении бельгийской оружейной компании FN Herstal. Пистолеты FN FNS были запущены в производство в 2011 году в виду все нарастающей популярности пистолетов с ударниковым спусковым механизмом, заложенной пистолетами Glock и их последователями. Затвор выполнен из нержавеющей стали, рамка пистолета – ударопрочного полимера. Рычажки предохранителя (имеются не на всех вариантах), затворной задержки и кнопка фиксации магазина продублированы на обеих сторонах рамки оружия.  Магазины двухрядные, с выходом патронов в один ряд. Рукоятка пистолета имеет сменные затыльники разной формы и размера. На рамке оружия под стволом выполнена направляющая типа MIL-STD 1913 (Picatinny) для установки различных аксессуаров (лазер, подствольный фонарь).
- FN FNS-9
- FN FNS-9 Compact
- FN FNS-9 Compact FDE
- FN FNS-9 Longslide
- FN FNS-40
- FN FNS-40 Compact
- FN FNS-40 Longslide

FN FNX — серия самозарядных пистолетов. Производится в Колумбии (штат Южная Каролина, США) на заводах FN America (FN USA) — американском отделении бельгийской оружейной компании FN Herstal.
- FN FNX-9
- FN FNX-40
- FN FNX-45
- FN FNX-45 Tactical
- FN FNX-45 Tactical FDE

FN 509 - серия новых самозарядных пистолетов c 2017 года, разработанных с учётом требований конкурса Modular Handgun System (XM17) (MHS). Производится в Колумбии (штат Южная Каролина, США) на заводах FN America (FN USA) — американском отделении бельгийской оружейной компании FN Herstal.

### Револьверы
- FN Barracuda (англ.)  — мультикалиберный револьвер двойного действия. Возможные калибры 9×19mm, .38 Special and .357 Magnum

### Автоматические винтовки

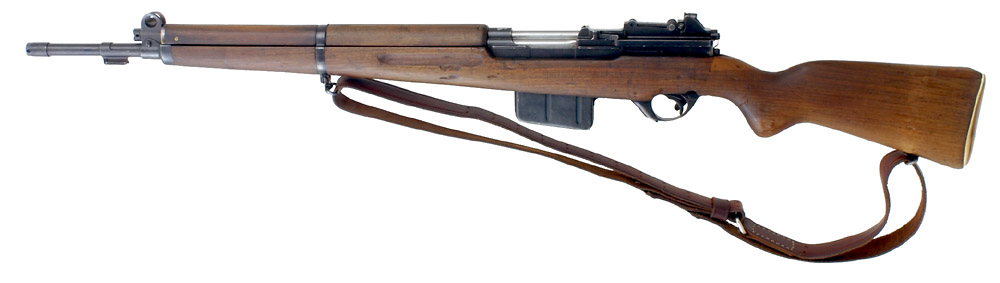
SAFN (Semi-Automatique, Fabrique Nationale) — FN Model 1949

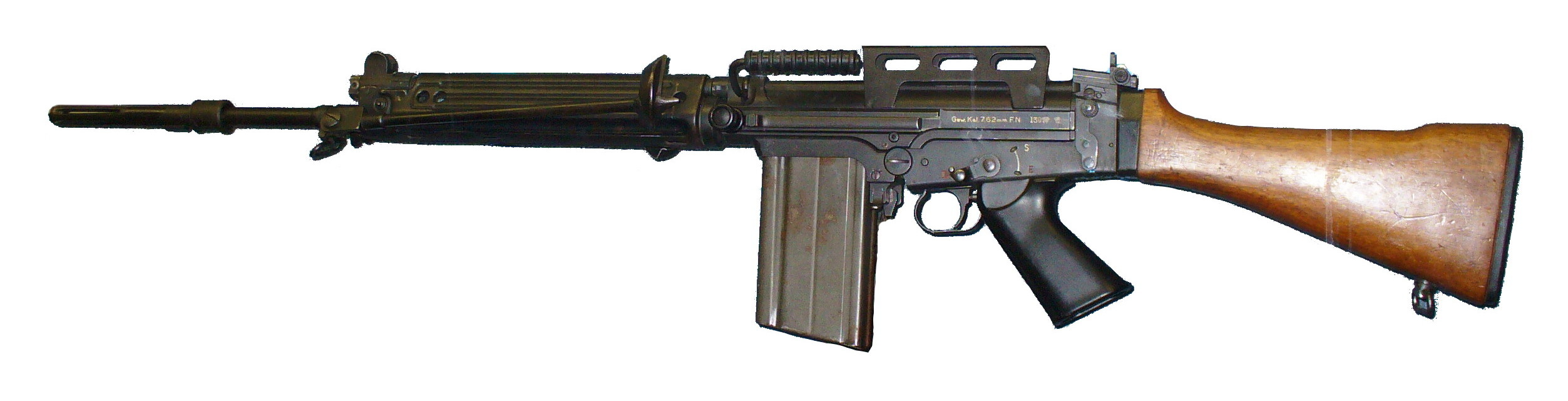
FN FAL калибра 7,62 мм, с деревянным прикладом

- FN Model 1949 — самозарядная винтовка. Первые версии были разработаны под стандартный патрон вермахта 7,92×57 мм. Но, с окончанием Второй мировой войны, страны Европы и США, оказались перенасыщены готовым оружием, поэтому модель переориентировали на заказчиков стран Латинской Америки и Ближнего Востока. Вследствие этого, винтовка в зависимости от страны-заказчика (Аргентины, Бразилии, Венесуэлы, Бельгийского Конго, Египта и др.), выпускалась под разный патрон. Бельгийские солдаты, участвовавшие в Корейской войне, любили её больше чем M1 Garand, за безотказность и лучшую точность боя.
- FN FAL (фр. Fusil Automatique Léger — Лёгкая Автоматическая Винтовка) — популярная модель, стоит на вооружении ряда государств — участников НАТО. В 70-е годы выпускалась более, чем в семидесяти странах мира[5].
- FN FNAR (англ. Fabrique Nationale Automatic Rifle — Автоматическая Винтовка Национальной Фабрики) — самозарядная снайперская винтовка.
- FN SCAR-H (англ. Special forces Combat Assault Rifle Heavy — Тяжёлая Штурмовая Винтовка Сил Специального назначения) — автоматическая винтовка под патрон 7,62 мм НАТО, часть комплекса FN SCAR. Используется рейнджерами США.

### Автоматы

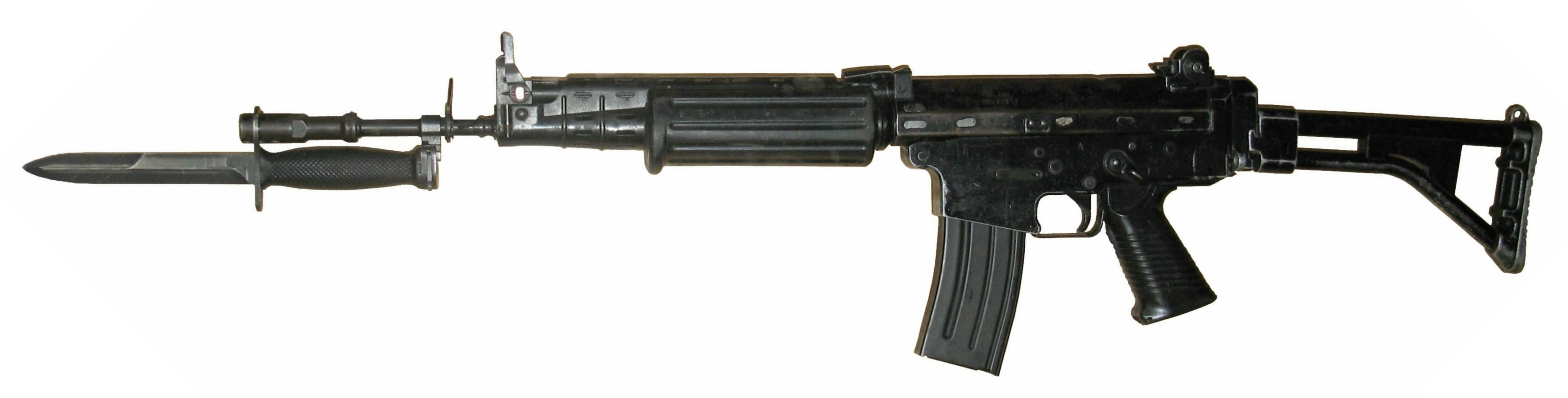
FN FNC

- FN CAL (фр. Carabine Automatique Légère — Лёгкий Автоматический Карабин) — автомат под малоимпульсный патрон НАТО. Считается, что модель получилась не самой удачной, хотя по этому поводу есть разные мнения. Так, при сознательной внешней схожести с FN FAL, в ней был применён ряд новых инженерных решений. Всего, данных винтовок, было выпущено, не более тридцати тысяч. Серийное производство винтовки, начатое в 1969 году, свернули в 1974. Свою негативную роль сыграла и высокая стоимость изделия[6].
- FN FNC (фр. Fabrique Nationale Carabine — Карабин Национальной Фабрики) — автомат под малоимпульсный патрон НАТО 5,56×45 мм. Объединил в себе лучшие качества FN FAL и FN CAL. Для этой модели, характерно применение новых материалов и сплавов. «В конструкции винтовки, широко использовались штампованные детали, одновременно с этим, многие ненагруженные узлы и детали были изготовлены из ударопрочных пластмасс, а корпус ударно-спускового механизма — из легких сплавов. Ствол и патронник сделали хромироваными, что свело к минимуму негативные последствия воздействия пороховых газов»[6].
- FN F2000 — модель, изготавливаемая с 2001 года. Очередная версия реализации компоновки Булл-пап.
- FN SCAR-L (англ. Special forces Combat Assault Rifle Light — лёгкая Штурмовая Винтовка Сил Специального назначения) — автомат под патрон 5,56 мм НАТО, часть комплекса FN SCAR. Используется рейнджерами США.

### Пистолеты-пулемёты
- FN P90 — пистолет-пулемёт под патрон 5,7×28 мм (относится также к особому классу «персональное оружие самообороны»).

### Пулемёты
- FN model D (1932), FN DA1 (1957)
- FN MAG / M240 — единый пулемёт под патрон 7,62×51 мм НАТО. Используется Армией США под обозначением M240.
- FN Minimi — лёгкий ручной пулемёт под патрон 5,56×45 мм. Используется многими армиями по всему миру.
- Mk.48 mod.0 — лёгкий ручной пулемёт под патрон 7,62×51 мм, модификация FN Minimi как альтернатива пулемёту M240. Разработан совместно с USSOCOM, поступил на вооружение с 21 марта 2003 года.
- FN BRG — станковый пулемёт.

### Другое
- FN SPR (англ. Special Police Rifle — Специальная Винтовка Полиции) — снайперская винтовка ручного перезаряжания, выпускается североамериканским филиалом FN Herstal.
- FN 303 — самозарядное пневматическое оружие несмертельного действия.
- FN40GL — входящий в состав комплекса FN SCAR гранатомёт, который может быть использован как в качестве подствольного, так и отдельно.

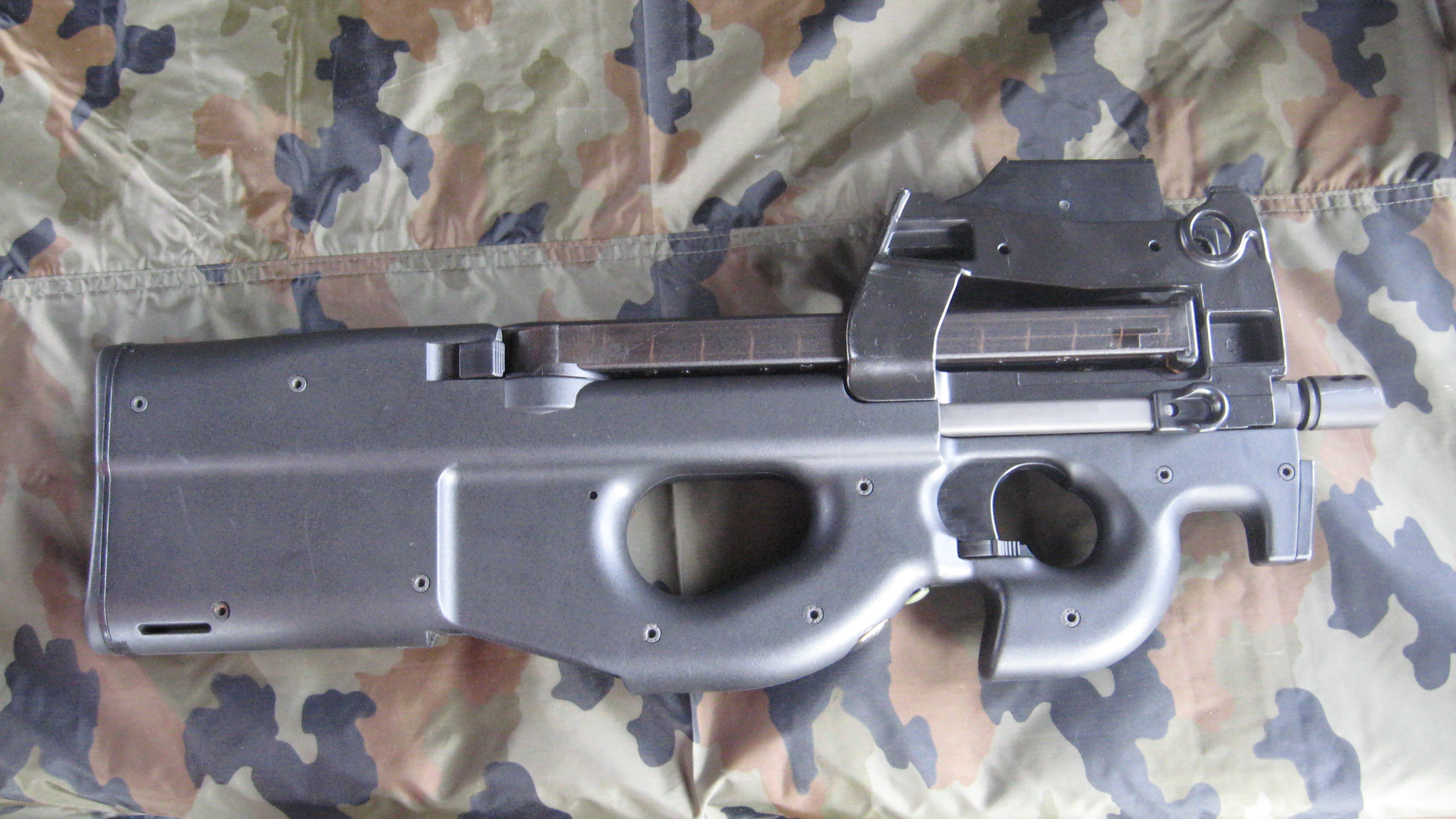
FN P90
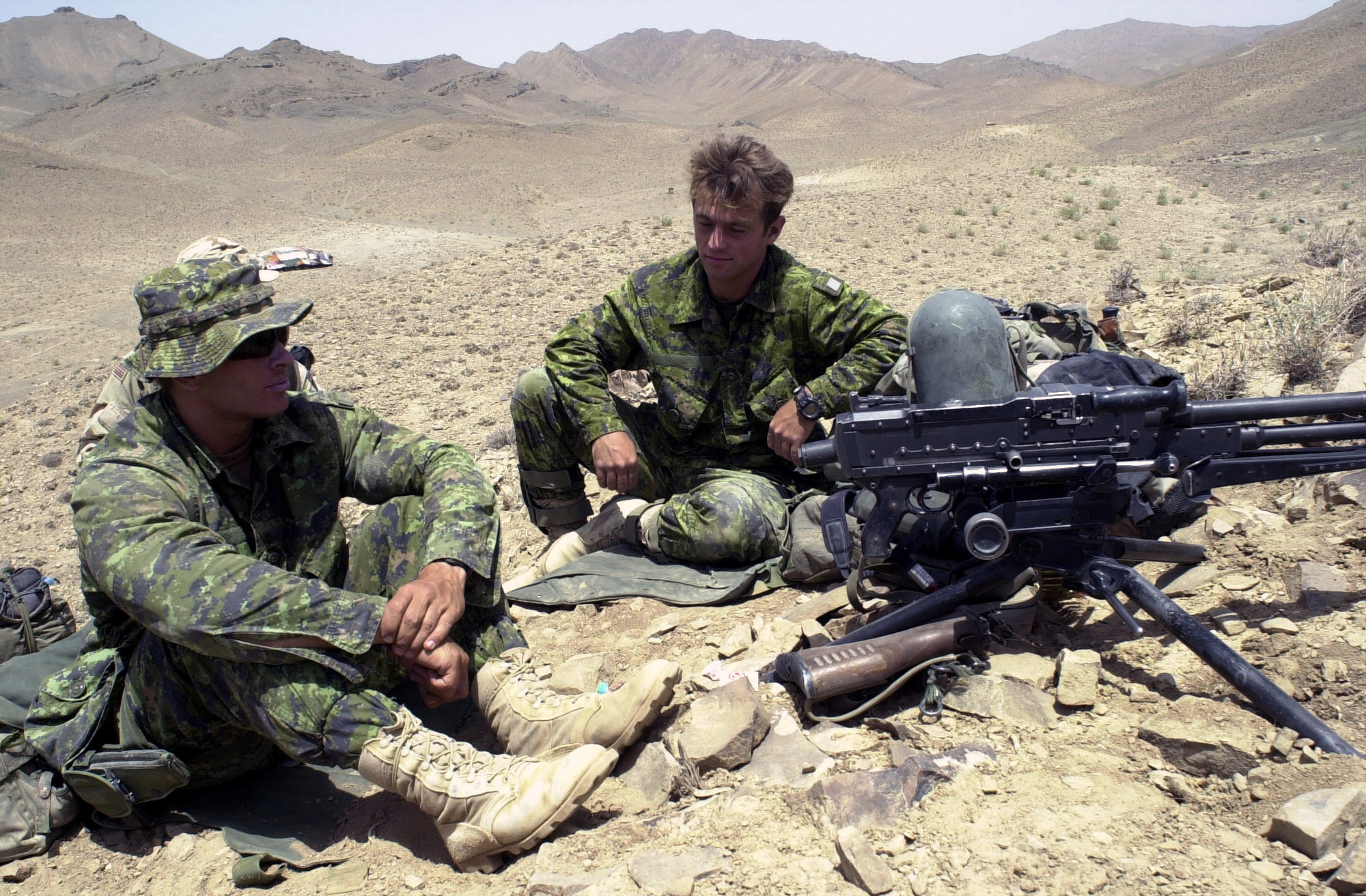
Канадские военнослужащие со станковым пулемётом C6 (FN MAG), Афганистан
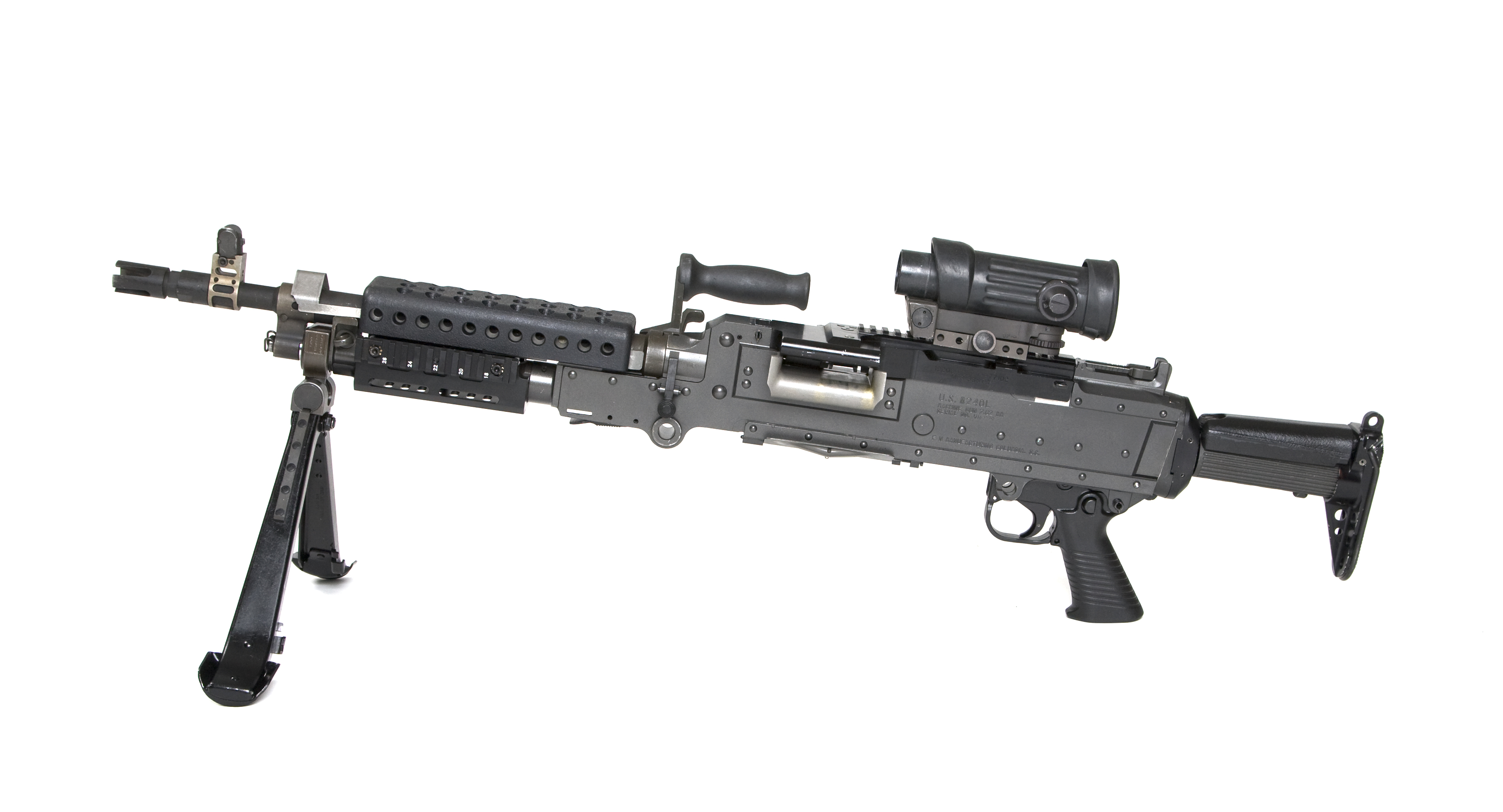
Пулемёт M240 калибра 7,62 мм
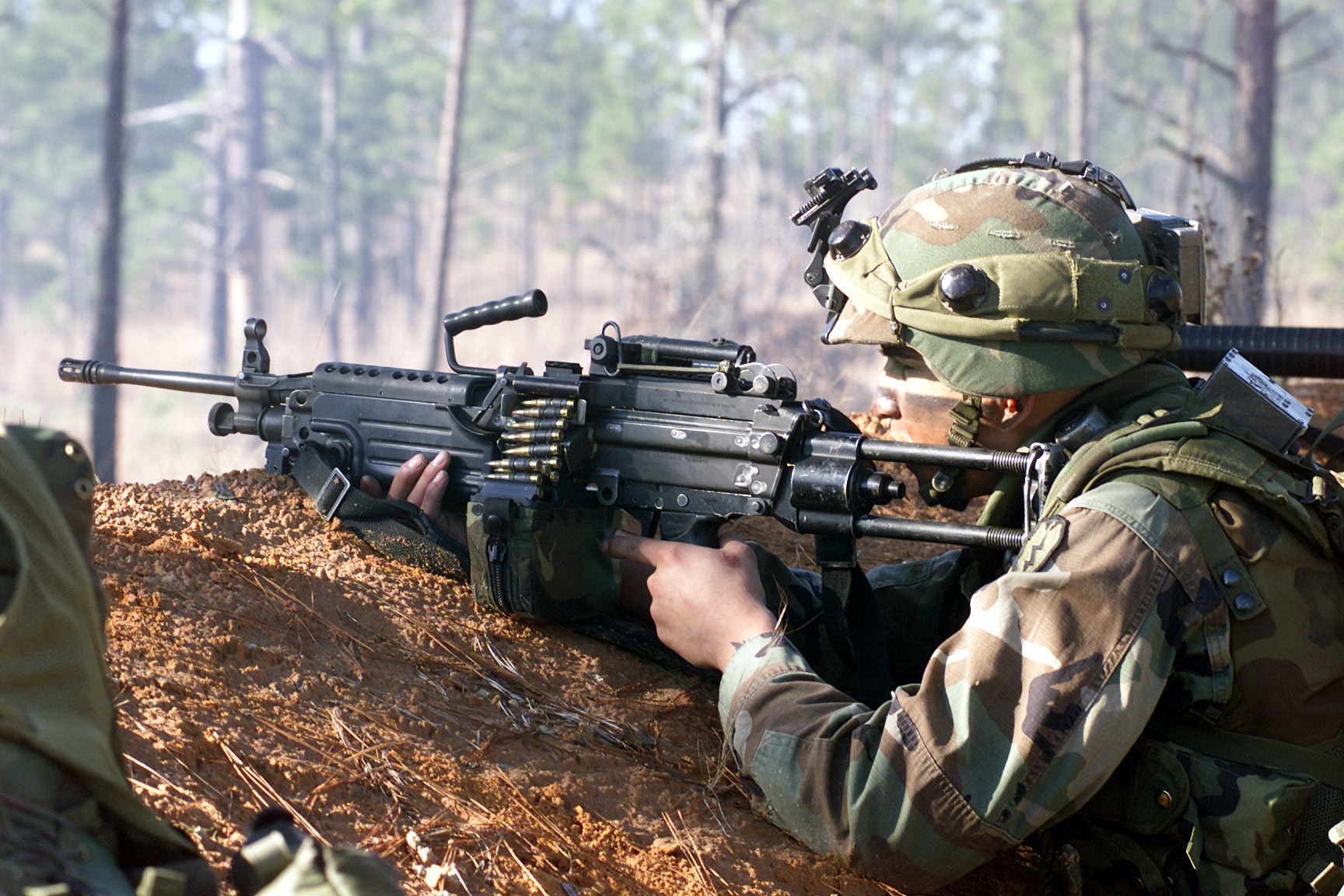
Солдат американской армии, вооружённый пулемётом M249 SAW (FN Minimi)
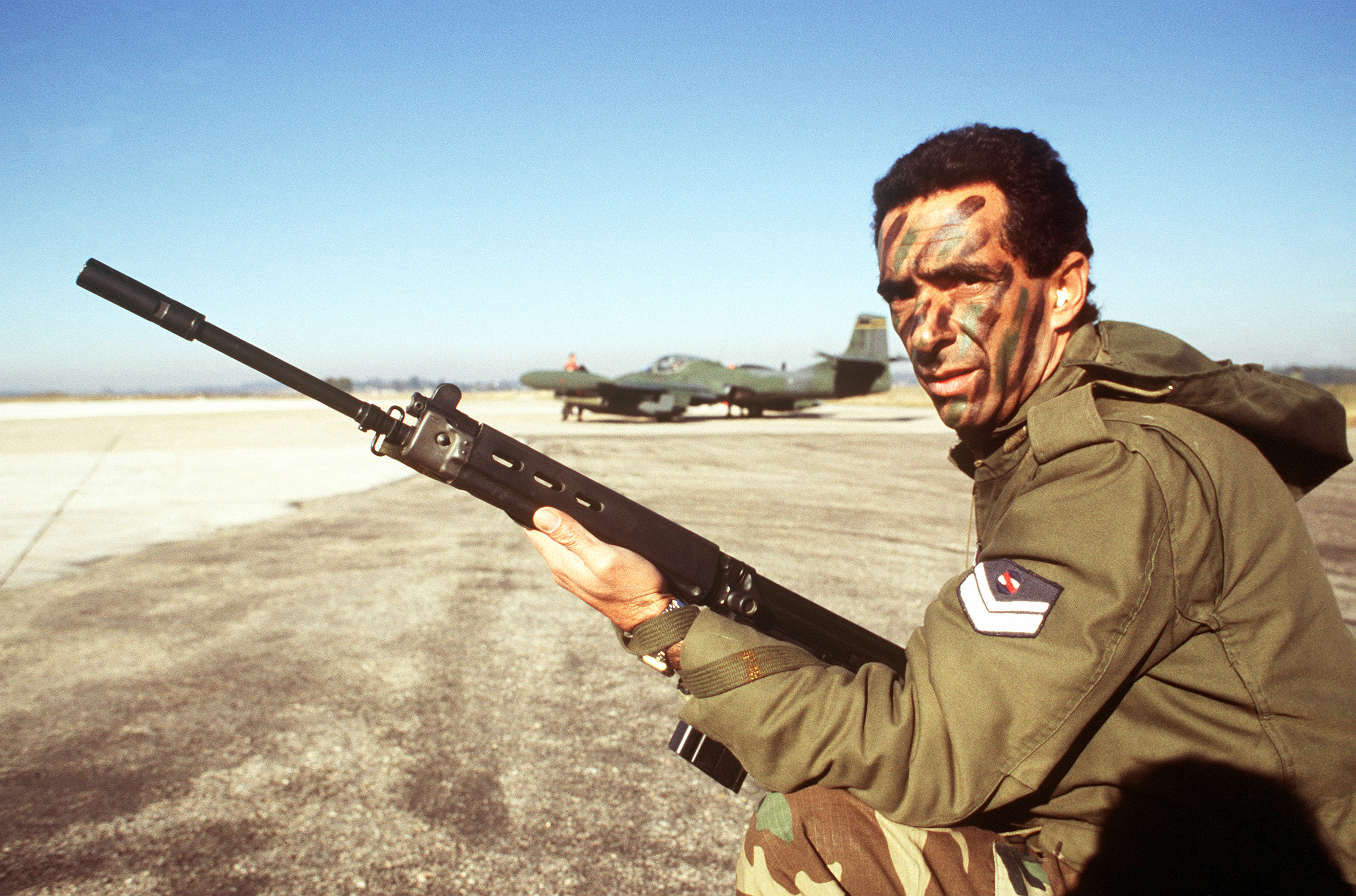
Сержант уругвайской армии с автоматической винтовкой FN FAL

## Медиафайлы
- Медиафайлы по теме Автомобили, производившиеся FN на Викискладе
- Медиафайлы по теме Мотоциклы, производившиеся FN на Викискладе
- Медиафайлы по теме Солдаты с пулемётами FN Minimi на Викискладе
- Медиафайлы по теме Солдаты с карабинами FN FAL на Викискладе
- Медиафайлы по теме Пулемёты FN M240 на Викискладе
- Медиафайлы по теме Пулемёты FN MAG на Викискладе